# Frankie Gavin (pugile)
Frankie Raymond Gavin (Birmingham, 28 settembre 1985) è un pugile britannico.

## Palmarès

### Mondiali dilettanti
- 1 medaglia:
  - 1 oro (Chicago 2007 nei pesi leggeri)

### Giochi del Commonwealth
- 1 medaglia:
  - 1 oro (Melbourne 2006 nei pesi leggeri)

### Campionati dilettanti dell'UE
- 2 medaglie:
  - 1 oro (Cetniewo 2008 nei pesi welter leggeri)
  - 1 bronzo (Cagliari 2005 nei pesi leggeri)